# لغوالم التحتاني (أولاد اعكيل التانية)
لغوالم التحتاني هو دُوَّار يقع بجماعة بوروس، إقليم الرحامنة، جهة مراكش آسفي في المملكة المغربية. ينتمي الدوّار لمشيخة أولاد اعكيل التانية التي تضم 10 دواوير. يقدر عدد سكانه بـ 655 نسمة حسب الإحصاء الرسمي للسكان والسكنى لسنة 2004.

## روابط خارجية
- البوابة الوطنية للجماعات الترابية نسخة محفوظة 12 مارس 2018 على موقع واي باك مشين.
- المندوبية السامية للتخطيط